# Římskokatolická farnost Josefov
Římskokatolická farnost Josefov je územním společenstvím římských katolíků v rámci náchodského vikariátu královéhradecké diecéze.

## O farnosti

### Historie
V 80. a 90. letech 18. století byla na příkaz císaře Josefa II. vystavěna vojenská pevnost, pojmenovaná po něm Josefov. Šlo původně o pevnostní město, obydlené výlučně vojáky a potřebným civilním personálem. Od počátku byl součástí pevnosti kostel zasvěcený Nanebevstoupení Páně (kostel byl postaven podle stejného projektu, jako kostel v "sesterském" pevnostním městě Terezíně poblíž Litoměřic). Duchovní správa zde byla až do 20. století obstarávána vojenským duchovenstvem. S josefovskou duchovní správou jsou spojena například jména ThDr. Václava Cáby, pozdějšího infulovaného probošta v jihočeském Jindřichově Hradci, nebo Mons. ThDr. Metoděje Kubáně, který v Josefově působil v letech 1929–1934 a se za druhé světové války stal obětí nacistického režimu. Poslední vojenská posádka odešla z Josefova až v polovině 20. století a teprve poté byla místní vojenská duchovní správa přetvořena na běžnou farnost.
K 1. lednu 2009 byla v rámci reorganizace duchovní správy v královéhradecké diecézi zrušena do té doby samostatná farnost v blízké Jasenné a byla sloučena s farností josefovskou.

### Současnost
Josefovská farnost měla do roku 2022 sídelního duchovního správce. Od 1. srpna uvedeného roku je spravována ex currendo z městského děkanství v Jaroměři.
| Fotografie | Kostel                      | Místo      | Bohoslužba             | Bohoslužba             | Poznámka        |
| ---------- | --------------------------- | ---------- | ---------------------- | ---------------------- | --------------- |
|            | Kostel sv. Jiří             | Jasenná    | sobota                 | 18.00                  | filiální kostel |
|            | Kostel Nanebevstoupení Páně | Josefov    | neděle středa          | 10.30 17.00            | farní kostel    |
|            | Kaple sv. Huberta           | Starý Ples | neslouží se pravidelně | neslouží se pravidelně | filiální kostel |